# Monte-Carlo Rolex Masters 2023
Monte-Carlo Rolex Masters 2023 byl mužský tenisový turnaj hraný na profesionálním okruhu ATP Tour v Monte Carlo Country Clubu. Stý šestnáctý ročník Monte-Carlo Masters probíhal mezi 9. až 16. dubnem 2023 ve francouzském příhraničním městě Roquebrune-Cap-Martin u Monte Carla na otevřených antukových dvorcích. Ředitelem se stal viceprezident ATP pro Evropu David Massey, který nahradil Željka Franuloviće působícího ve funkci od roku 2005. Dokončena byla rekonstrukce areálu, s výsledným směřováním všech teras na jih k pobřeží Středozemního moře.
Turnaj dotovaný 6 228 295 eury patřil do kategorie ATP Tour Masters 1000. Počtrnácté se generálním sponzorem stala švýcarská hodinářská společnost Rolex. V rámci kategorie Masters 1000 se nejednalo o událost s povinným startem hráčů. Zvláštní pravidla tak upravovala přidělení bodů a počet startujících. Do soutěže dvouhry a čtyřhry nastoupil počet tenistů obvyklý pro nižší kategorii ATP Tour 500, zatímco body byly přiděleny podle kategorie Masters 1000.
Nejvýše nasazeným singlistou se stal první tenista světa Novak Djoković ze Srbska, kterého ve třetím kole vyřadil Ital Lorenzo Musetti. Jako poslední přímý účastník do dvouhry nastoupil španělský 58. hráč žebříčku Jaume Munar. V důsledku invaze Ruska na Ukrajinu na konci února 2022 řídící organizace tenisu ATP, WTA a ITF s grandslamy rozhodly, že ruští a běloruští tenisté mohli dále na okruzích startovat, ale do odvolání nikoli pod vlajkami Ruska a Běloruska.
Třináctý singlový titul na okruhu ATP Tour získal 25letý Andrej Rubljov, jenž poprvé triumfoval v sérii Masters. Čtyřhru ovládl chorvatsko-americký pár Ivan Dodig a Austin Krajicek, jehož členové ve finále odvrátili dva mečboly a vybojovali pátou společnou trofej. Pro Dodiga to byl šestý Masters a pro Krajicka první.

## Rozdělení bodů a finančních odměn

### Rozdělení bodů
| Soutěž  | Soutěž | vítězové | finalisté | semifinalisté | čtvrtfinalisté | 16 v kole | 32 v kole | 56 v kole | Q  | Q2 | Q1 |
| ------- | ------ | -------- | --------- | ------------- | -------------- | --------- | --------- | --------- | -- | -- | -- |
| dvouhra | [ 2 ]  | 1000     | 600       | 360           | 180            | 90        | 45        | 10        | 25 | 16 | 0  |
| čtyřhra | [ 6 ]  | 1000     | 600       | 360           | 180            | 90        | 45        | 0         | —  | —  | —  |

### Finanční odměny
| Soutěž                                | Soutěž      | vítězové  | finalisté | semifinalisté | čtvrtfinalisté | 16 v kole | 32 v kole | 56 v kole | Q2       | Q1      |
| ------------------------------------- | ----------- | --------- | --------- | ------------- | -------------- | --------- | --------- | --------- | -------- | ------- |
| dvouhra                               | [ 2 ] [ 7 ] | 892 590 € | 487 420 € | 266 530 €     | 145 380 €      | 77 760 €  | 41 700 €  | 23 100 €  | 11 830 € | 6 200 € |
| čtyřhra                               | [ 6 ]       | 282 870 € | 152 140 € | 81 140 €      | 41 140 €       | 21 980 €  | 11 830 €  | —         | —        | —       |
| částky ve čtyřhře jsou uvedeny na pár |             |           |           |               |                |           |           |           |          |         |

## Dvouhra mužů

### Nasazení
| Stát                         | Hráč               | ATP | Nasazení |
| ---------------------------- | ------------------ | --- | -------- |
| Srbsko                       | Novak Djoković     | 1.  | 1.       |
| Řecko                        | Stefanos Tsitsipas | 3.  | 2.       |
|                              | Daniil Medveděv    | 4.  | 3.       |
| Norsko                       | Casper Ruud        | 5.  | 4.       |
|                              | Andrej Rubljov     | 6.  | 5.       |
| Dánsko                       | Holger Rune        | 8.  | 6.       |
| Itálie                       | Jannik Sinner      | 9.  | 7.       |
| USA                          | Taylor Fritz       | 10. | 8.       |
|                              | Karen Chačanov     | 11. | 9.       |
| Polsko                       | Hubert Hurkacz     | 12. | 10.      |
| Spojené království           | Cameron Norrie     | 13. | 11.      |
| USA                          | Frances Tiafoe     | 15. | 12.      |
| Německo                      | Alexander Zverev   | 16. | 13.      |
| Austrálie                    | Alex de Minaur     | 19. | 14.      |
| Chorvatsko                   | Borna Ćorić        | 20. | 15.      |
| Itálie                       | Lorenzo Musetti    | 21. | 16.      |
| Žebříček ATP k 3. dubnu 2023 |                    |     |          |

### Jiné formy účasti

#### Divoké karty
- Lorenzo Sonego
- Dominic Thiem
- Valentin Vacherot
- Stan Wawrinka

#### Kvalifikanti
Podrobnější informace naleznete v článkové sekci Kvalifikace.
- Márton Fucsovics
- Ivan Gachov
- Ugo Humbert
- Ilja Ivaška
- Luca Nardi
- Alexei Popyrin
- Jan-Lennard Struff

#### Šťastní poražení
- Filip Krajinović
- Dušan Lajović
- Emil Ruusuvuori

### Odhlášení
- Carlos Alcaraz → nahradil jej  Nicolás Jarry
- Félix Auger-Aliassime → nahradil jej  Mackenzie McDonald
- Pablo Carreño Busta → nahradil jej  Laslo Djere
- Sebastian Korda → nahradil jej  Filip Krajinović
- Gaël Monfils → nahradil jej  Jack Draper
- Rafael Nadal → nahradil jej  Marc-Andrea Hüsler
- Brandon Nakashima → nahradil jej  Dušan Lajović
- Jošihito Nišioka → nahradil jej  Albert Ramos-Viñolas
- Tommy Paul → nahradil jej  Jaume Munar
- Denis Shapovalov → nahradil jej  Andy Murray
- Frances Tiafoe → nahradil jej  Emil Ruusuvuori

## Mužská čtyřhra

### Nasazení
| Nizozemsko                                                                            | Wesley Koolhof    | Spojené království | Neal Skupski      | 2.  | 1. |
| USA                                                                                   | Rajeev Ram        | Spojené království | Joe Salisbury     | 7.  | 2. |
| Salvador                                                                              | Marcelo Arévalo   | Nizozemsko         | Jean-Julien Rojer | 12. | 3. |
| Chorvatsko                                                                            | Nikola Mektić     | Chorvatsko         | Mate Pavić        | 13. | 4. |
| Chorvatsko                                                                            | Ivan Dodig        | USA                | Austin Krajicek   | 19. | 5. |
| Spojené království                                                                    | Lloyd Glasspool   | Finsko             | Harri Heliövaara  | 23. | 6. |
| Indie                                                                                 | Rohan Bopanna     | Austrálie          | Matthew Ebden     | 35. | 7. |
| Španělsko                                                                             | Marcel Granollers | Argentina          | Horacio Zeballos  | 38. | 8. |
| Žebříček ATP k 3. dubnu 2023; číslo je součtem žebříčkového postavení obou členů páru |                   |                    |                   |     |    |

### Jiné formy účasti

#### Divoké karty
- Romain Arneodo /  Sam Weissborn
- Nicolas Mahut /  Stan Wawrinka
- Petros Tsitsipas /  Stefanos Tsitsipas]

#### Náhradníci
- Santiago González /  Édouard Roger-Vasselin

### Odhlášení
- Simone Bolelli /  Fabio Fognini → nahradili je  Simone Bolelli /  Lorenzo Musetti
- John Peers /  Frances Tiafoe → nahradili je  Santiago González /  Édouard Roger-Vasselin

## Přehled finále

### Mužská dvouhra
- Andrej Rubljov vs.  Holger Rune, 5–7, 6–2, 7–5

### Mužská čtyřhra
- Ivan Dodig /  Austin Krajicek vs.  Romain Arneodo /  Sam Weissborn, 6–0, 4–6, [14–12]